# Іржавець східний
Іржа́вець східний (Casiornis fuscus) — вид горобцеподібних птахів родини тиранових (Tyrannidae). Ендемік Бразилії.

## Поширення і екологія
Східні іржавці поширені на сході Бразилії, на південь від Амазонки, від нижньої течії Тапажоса на схід до міста Белен в штаті Пара і далі до Параїби і Пернамбуку, а також на південь до верхів'їв річки Шінгу на північному сході Мату-Гросу, до північного Гоясу та до північно-західного Мінас-Жерайсу. Вони живуть в саванах каатанга та в сухих чагарникових заростях. Зустрічаються на висоті до 500 м над рівнем моря.